# Aulacodes aulocodoidalis
Aulacodes aulocodoidalis là một loài bướm đêm trong họ Crambidae.